# Neotoma mexicana
La rata montera mexicana (Neotoma mexicana) es una especie de roedor de la familia Cricetidae, nativa del norte de América central y el sur de Norteamérica.

## Distribución
Su área de distribución incluye Honduras, El Salvador, Guatemala, México y el sur de Estados Unidos (Arizona, Colorado, Nuevo México, Oklahoma, Texas, Utah). Su rango altitudinal oscila entre 1100 y 4000 m s. n. m.